# Le Cid (Corneille)
Pour les articles homonymes, voir Le Cid.
Le Cid est une pièce de théâtre tragi-comique en vers (alexandrins essentiellement) de Pierre Corneille dont la première représentation eut lieu le 7 janvier 1637 au théâtre du Marais.
La pièce met en scène Don Diègue et Don Gomès (comte de Gormas) qui projettent d’unir leurs enfants Rodrigue et Chimène, qui s'aiment. Mais le comte, jaloux de se voir préférer le vieux Don Diègue pour le poste de précepteur du prince, offense ce dernier en lui donnant une gifle (un « soufflet » dans le langage de l'époque). Don Diègue, trop vieux pour se venger par lui-même, remet sa vengeance entre les mains de son fils Rodrigue qui, déchiré entre son amour et son devoir, finit par écouter la voix du sang et tue le père de Chimène en duel. Chimène essaie de renier son amour et le cache au roi, à qui elle demande la tête de Rodrigue. Mais l’attaque du royaume par les Maures donne à Rodrigue l’occasion de prouver sa valeur et d’obtenir le pardon du roi. Plus que jamais amoureuse de Rodrigue devenu un héros national, Chimène reste sur sa position et obtient du roi un duel entre don Sanche, qui l'aime aussi, et Rodrigue. Elle promet d’épouser le vainqueur. Rodrigue victorieux reçoit du roi la main de Chimène : le mariage sera célébré l'année suivante.

## Origine et inspiration
Selon une tradition peu convaincante rapportée par l'historien du théâtre Pierre-François Godard de Beauchamps, un conseiller à la cour des comptes de Rouen, Rodrigue de Chalon, issu d'une famille espagnole, aurait initié Corneille à la langue et la littérature espagnoles et lui aurait suggéré la lecture d'une pièce de théâtre de Guillén de Castro Las Mocedades del Cid (Les Enfances du Cid) parue en 1631 et qui aurait inspiré le dramaturge français.

L'influence de Rodrigue de Chalon est incertaine, mais il est attesté que Le Cid s'inspire fortement de la pièce de Guillén de Castro, au point que Jean Mairet, dans une épître en vers anonyme, l’« Auteur du vrai Cid espagnol », écrite au traducteur français de Guillén de Castro, accuse Corneille de plagiat en mars 1637 :
« Ingrat, rends-moi mon Cid jusques au dernier mot.
Après tu connaîtras, Corneille déplumée,
Que l'esprit le plus vain est souvent le plus sot.

Et qu'enfin tu me dois toute ma renommée. »

Jean Mairet et Georges de Scudéry accusent aussi Corneille de ne pas avoir respecté les règles du théâtre classique, d'avoir rédigé de mauvais vers et d'avoir plagié d'autres auteurs :
« Le sujet n'en vaut rien du tout.
Il choque les principales règles du poème dramatique.
Il a beaucoup de méchants vers.

Presque tout ce qu'il a de beautés sont dérobées. »

## Personnages

Arbre représentant les différentes relations entre les personnages du Cid.

- Don Fernand : premier roi de Castille.
- Doña Urraque (l’Infante) : Infante de Castille[5], secrètement amoureuse de Don Rodrigue.
- Don Diègue [de Bivar] : père de Don Rodrigue.
- Don Gomès (le comte) : comte de Gormas et père de Chimène.
- Don Rodrigue (Rodrigue) : fils de Don Diègue et amant[6] de Chimène. Cid est un surnom de guerre qui ne sera rappelé qu’aux actes IV et V et uniquement par le roi et l’Infante. Le personnage s'inspire de Rodrigo Díaz de Vivar.
- Don Sanche : amoureux de Chimène.
- Don Arias et Don Alonse : gentilshommes castillans.
- Chimène : fille de Don Gomès et maîtresse[7] de Don Sanche et de Don Rodrigue dont elle est aussi l’amante.
- Léonor : gouvernante de l'Infante.
- Elvire : suite de Chimène[8].
- Le Page de l'Infante.

Lors de la création, le rôle de Rodrigue était tenu par Montdory qui dirigeait la troupe du Marais. À quarante-six ans, il était considéré comme le plus grand acteur de son temps. Chimène était jouée par la Villiers, l’Infante par la Beauchasteau, don Sanche par le Montrouge. Le reste de la distribution est inconnu.

## Résumé

### ActeI

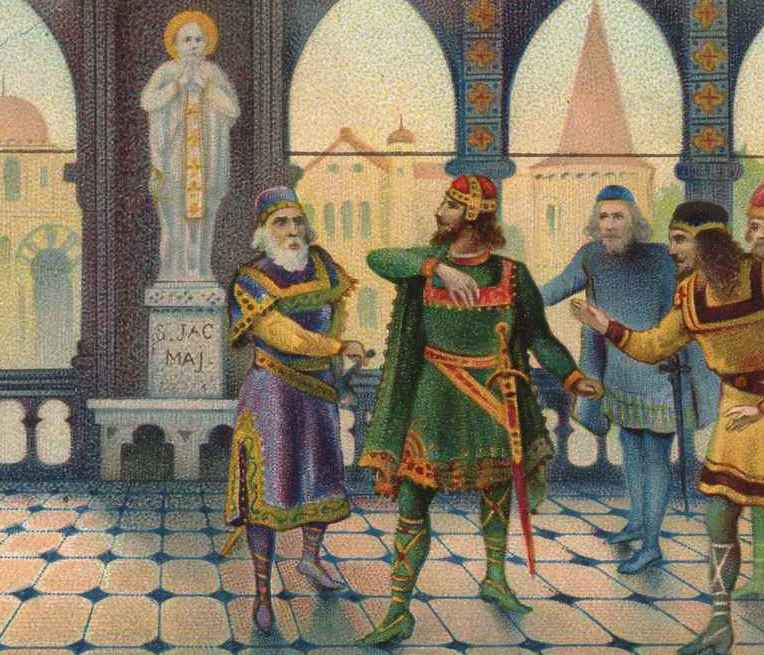
Don Gomes souffletant Don Diègue

Dans la scène qui ouvre la pièce, Chimène, fille du Comte de Gormas, est en pleine discussion avec sa gouvernante, Elvire. Cette dernière vient en effet de lui apprendre que Rodrigue, l’amant de Chimène, trouve parfaitement grâce aux yeux du Comte et paraît consentir au mariage de sa fille. Rapportant les paroles du père de Chimène, le discours d’Elvire met en exergue la valeur de Rodrigue, semblable à celle que posséda jadis son père. Néanmoins, la vieillesse de Don Diègue, le père de Rodrigue, est également mentionnée, comme une critique implicite. Alors qu’Elvire vient d’annoncer à Chimène que le roi s’apprête à nommer un gouverneur et que son père semble en bonne position pour obtenir ce rang, la jeune femme est prise d’une crainte soudaine, malgré les mots d’Elvire qui tente de la rassurer. (Scène 1)
La scène suivante a lieu chez la fille du roi, l’Infante. Alors que cette dernière vient d’envoyer son page quérir Chimène qu’elle doit manifestement rencontrer, elle révèle alors à Léonor, sa propre gouvernante, son amour irrépressible pour Rodrigue, malgré l’impossibilité d'une telle relation, due au rang de celui-ci, bien trop inférieur au sien (ce que ne manque pas de souligner Léonor). L’Infante révèle alors qu'elle est à l’origine de la rencontre entre Chimène et Rodrigue et qu’elle espère, par leur mariage, voir l’espoir irrépressible qui subsiste en elle disparaître définitivement et cesser d’aimer Rodrigue. La scène se termine avec l’annonce de l’arrivée de Chimène. (Scène 2)
La troisième scène de l'acte I se déroule à l’extérieur, dans la cour du palais royal. Le Comte de Gormas et Don Diègue sont en pleine discussion, et l'on apprend alors que le choix du roi pour être le gouverneur du prince de Castille s’est porté sur Don Diègue, ce que le Comte ne peut accepter. Laissant éclater sa rancœur et sa jalousie, le Comte se fend d’un discours méprisant et ironique à l’endroit de Don Diègue qui, essayant dans un premier temps de calmer la situation, finit par en prendre ombrage et réplique de manière cinglante au Comte. Ce dernier lui administre alors une gifle. Face à ce qu’il considère comme un affront, Don Diègue se saisit de son épée, mais son grand âge ne lui permet pas de soulever cette dernière, ce qui provoque l’hilarité du Comte qui quitte les lieux. (Scène 3). Resté seul, Don Diègue, dans un monologue de 24 vers, laisse éclater son désespoir et sa frustration de ne pouvoir se venger (Scène 4). Rodrigue arrive alors et Don Diègue lui confie la délicate tâche de défier le Comte en duel, nonobstant qu’il soit le père de Chimène. Avant même que Rodrigue ne puisse protester, son père lui rappelle ses devoirs en matière d’honneur qui priment selon lui sur toute autre considération. (Scène 5). Seul en scène, c’est au tour de Rodrigue de se lamenter sur son sort, dans un monologue de 60 vers, en stances, par lesquelles il exprime son déchirement entre devoir et amour. Au comble du désespoir, il choisit la voie de l’honneur. (Scène 6)

### ActeII
Le deuxième acte s’ouvre dans une salle du palais royal où le Comte s’entretient avec Don Arias, un gentilhomme castillan. Reconnaissant s’être emporté en giflant Don Diègue, le Comte de Gormas refuse cependant de calmer la situation en présentant des excuses à celui-ci, malgré l’insistance polie de Don Arias, qui lui restitue les volontés du roi lui-même – ce qui permet de mettre en exergue les désaccords entre le pouvoir royal et certaines franges de la Noblesse, avec les conséquences que l’on sait pour le Comte. (Scène 1). Alors qu’il vient de sortir du palais, le Comte est interpellé par Rodrigue qui le provoque en duel. Malgré les tentatives du Comte pour le dissuader d’une telle entreprise, les deux hommes quittent la scène pour leur combat. (Scène 2)

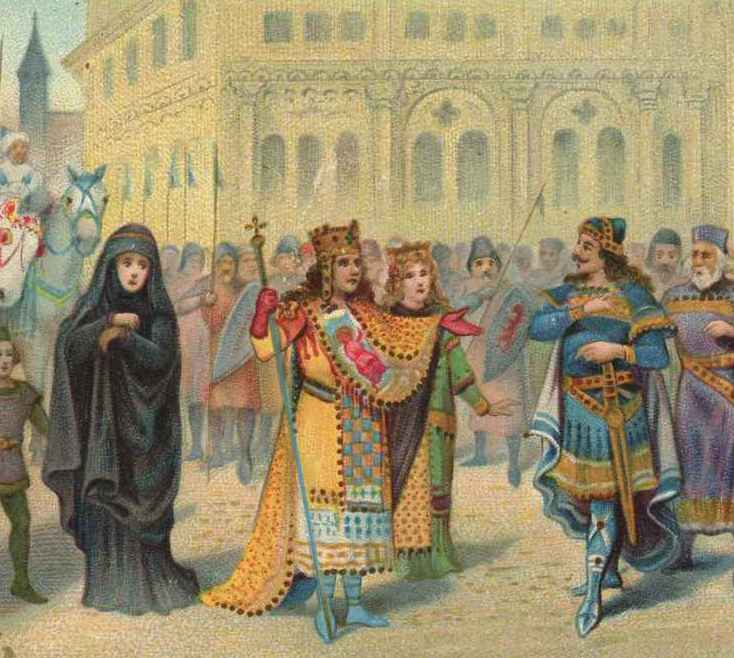
Rodrigue est choisi pour diriger l'armée contre les Maures

Pendant ce temps, chez l’Infante, Chimène et celle-ci discutent au sujet de la querelle entre le Comte et Don Diègue (dont elles ont visiblement été mises au courant entretemps). Alors que l’Infante essaie de modérer les craintes de Chimène, arguant qu'il ne s’agit que d’un différend passager, Chimène est plus pessimiste. Cette scène est douloureusement ironique pour le spectateur, qui comprend ainsi que, quoiqu’au courant de la querelle, les deux jeunes femmes ignorent que Don Diègue a chargé son fils de provoquer le Comte en duel. (Scène 3). Alors que le discours de l’Infante visant à tranquilliser Chimène est sur le point de faire son œuvre, le page vient les avertir du duel en cours entre Rodrigue et le Comte, ce qui provoque le départ précipité de Chimène (Scène 4). Restée seul avec Léonor, l'Infante, semblant anticiper le drame à venir, comprend que l’amour entre Chimène et Rodrigue risque d’être gravement compromis par ce duel et que son objectif de voir Rodrigue en épouser une autre pour qu’elle cesse de l’aimer risque d’échouer. (Scène 5)
La pièce se poursuit au palais royal où le roi, s'entretenant avec Don Arias, reproche au Comte sa désobéissance, bien que Don Arias tente d'apaiser son courroux. Coupant court aux arguments du gentilhomme, le roi lui annonce l’arrivée imminente dans la ville d’une flotte de Maures. Le roi prend néanmoins la décision de ne pas donner l’alerte, par crainte d’une panique générale. (Scène 6). À cet instant, Don Alonse, un autre gentilhomme, vient annoncer la mort du Comte et la victoire de Rodrigue. Il indique également l’arrivée prochaine de Chimène qui vient réclamer justice. Le roi paraît alors considérer que le Comte a mérité ce qui lui est arrivé. (Scène 7).
Chimène et Don Diègue arrivent alors simultanément, accompagné de Don Sanche, prétendant de Chimène. Dans un discours décousu, que l’une commence et que l’autre achève, Chimène et Don Diègue expliquent au roi leur point de vue et leurs demandes – contradictoires, naturellement. Suivant l’exemple d’une justice ordonnée, le roi donne la parole à Chimène puis à Don Diègue avant d’indiquer qu'il doit prendre le temps de la réflexion pour rendre sa décision. (Scène 8)

### ActeIII
Dans la maison de Chimène, Elvire a la grande surprise de voir arriver Rodrigue qui lui exprime son désespoir. Craignant que la colère de Chimène ne lui fasse faire quelque geste regrettable, Elvire enjoint Rodrigue à se cacher, alors que Chimène et Don Sanche font leur entrée. (Scène 1). Ce dernier, par d'habiles discours – et désireux de se débarrasser d'un rival gênant – tente de convaincre Chimène d’avoir recours au duel pour venger son père et lui propose son propre bras pour ce faire. Chimène refuse, arguant que le roi lui a demandé d’attendre sa décision, malgré l'insistance de Don Sanche qui s’appuie sur la lenteur de la justice pour tenter de la convaincre. (Scène 2). Après le départ de ce soupirant déterminé, Chimène révèle alors à Elvire qu’elle est encore désespérément amoureuse de Rodrigue mais que les raisons d’honneur lui imposent de demander réparation au meurtre de son père. Malgré les déclarations d’Elvire qui tente de la faire revenir sur sa décision, Chimène demeure inflexible, à son corps défendant, se disant prête à mourir elle-même après la mort de Rodrigue. (Scène 3). Ce dernier – qui a tout entendu – sort alors de sa cachette et offre de se laisser tuer pour apaiser Chimène. Revenue de la stupeur de voir le meurtrier de son père dans sa propre maison, Chimène réitère son amour à Rodrigue par une litote subtile (Va, je ne te hais point !) tout en soulignant que quoique effondrée par la mort de son père, elle comprend que Rodrigue ait choisi l’honneur plutôt que l’amour, elle-même étant sur le point de faire un choix semblable. Les deux amants se séparent sur une série de stichomythies. (Scène 4)
Seul, sur la place publique, Don Diègue, au cours d’un nouveau monologue de 24 vers, exprime son désespoir, croyant son fils occis par la vengeance de Chimène, jusqu’à ce qu’il le voie arriver (Scène 5). Il félicite alors son fils, mais Rodrigue rejette les louanges et reproche violemment à son père la situation dans laquelle la querelle initiale l’a mis. Ignorant ces reproches, Don Diègue annonce alors à Rodrigue l’arrivée des Maures et lui enjoint de prendre le commandement d’une milice de 500 hommes (qui sont arrivés à Séville dans le but de laver l’affront fait à Don Diègue par le Comte, ce qui renforce l’ironie dramatique) (Scène 6).

### ActeIV

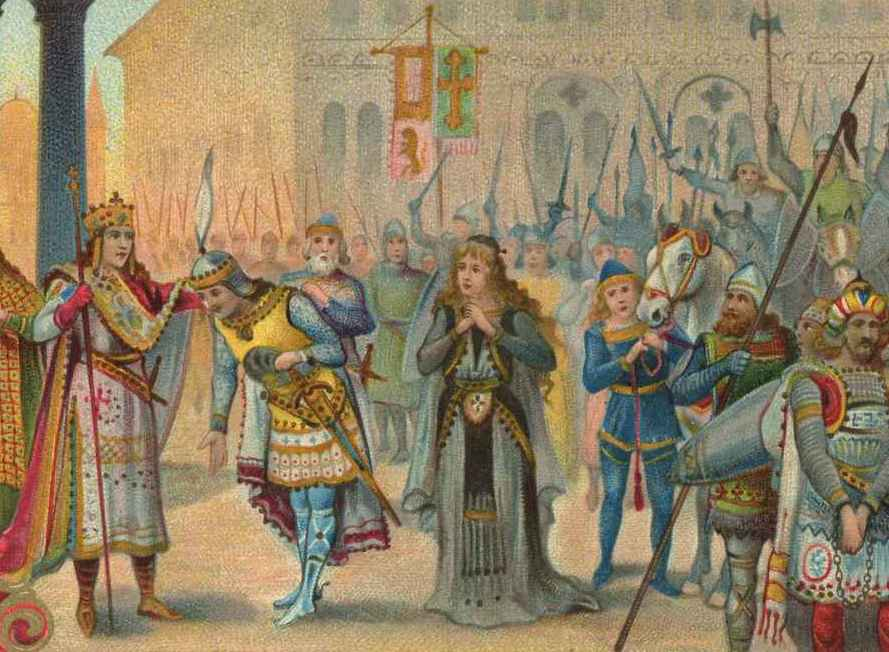
Rodrigue revenu victorieux de la guerre est félicité par le roi qui lui donne le nom de « Cid ».

Rodrigue revient victorieux de la guerre contre les Maures. Elvire en informe Chimène qui se reproche de s'en réjouir au lieu de songer à la vengeance de son père. L’Infante vient se joindre aux douleurs de Chimène, et lui dit qu’elle ne doit plus demander la mort de Rodrigue, qui est l’unique soutien de l’État face aux Maures. Il suffit, dit-elle, que Chimène lui retire son amour.
Rodrigue victorieux est félicité par le roi qui lui donne le surnom de « Cid » et lui demande de lui raconter la bataille. Les Maures ont pensé surprendre leurs ennemis et sont tombés dans leur piège. La bataille a été sanglante mais la victoire éclatante et deux rois Maures ont été capturés. Don Alonse interrompt le récit et prévient de la venue de Chimène conduisant Rodrigue à se retirer. Le roi veut éprouver l'amour de Chimène pour Rodrigue ; il demande à Don Sanche de prendre un air affligé. Chimène encore amoureuse de Rodrigue demande un combat qui tranche le différend : Don Fernand fait croire à Chimène que Rodrigue est mort et la regarde défaillir avant de la détromper. Mais elle nie être amoureuse : elle prétend que son malaise était dû à l’excès de joie que lui a causé l’annonce de la mort de son ennemi, puis elle prétend que c’était à cause du déplaisir de voir Rodrigue échapper à sa vengeance. Elle dit regretter que Rodrigue devienne, par cette victoire, intouchable. Elle demande ensuite solennellement au roi la permission de régler la querelle par un duel juridique qui opposera Rodrigue à tout chevalier acceptant de se battre pour elle ; elle s’engage à épouser le chevalier s’il lui obtient la tête de Rodrigue. Don Sanche se propose. Le roi, d'abord réticent, accepte la procédure, à condition que le combat ne se déroule pas en public et que Chimène épouse le vainqueur même s'il s'agit de Rodrigue.

### ActeV
Rodrigue prévient Chimène qu'il n'a pas l'intention de se défendre lors du duel, préférant mourir plutôt que d'être haï de Chimène. Comprenant qu'il ne saurait déroger à ce principe, Chimène le détrompe : elle l'aime et veut l'épouser, mais l'immoralité de la situation sous les yeux de la Cour la pousse à recourir à ce duel ridicule. Elle l'exhorte à se battre pour pouvoir l'épouser, ce qui désespère l'infante. Celle-ci est condamnée au désespoir, et, avec Don Sanche, elle est le véritable personnage tragique de la pièce : peu importe le résultat du combat, Rodrigue mourra ou épousera Chimène. Chimène à son tour évoque les issues malheureuses de ce duel : elle épousera le meurtrier de son père, ou celui de son amant, et espère que le duel ne se fera pas. C'est alors que Don Sanche apporte à Chimène son épée trempée de sang frais: croyant Rodrigue mort, elle se répand en imprécation contre Don Sanche, menace de se retirer au couvent, avant d'être détrompée par le roi qui lui ordonne d'épouser Rodrigue : elle accepte, mais a besoin d'un délai d'un an avant de conclure le mariage, pour faire le deuil de son père.

## Résumé, acte par acte et scène par scène

### ActeI
- Acte 1, Scène 1 – Chimène, Elvire : Elvire retranscrit son entretien avec le père de Chimène. Elle lui annonce qu'il accepte son choix d'épouser Rodrigue. Chimène est agréablement surprise, mais elle a de mauvais pressentiments concernant cette union.
- Acte 1, Scène 2 – L'Infante, Léonor, Le page : L'infante demande à son page d'aller chercher Chimène. Léonor, sa gouvernante lui demande pourquoi elle se soucie autant des amours de Chimène et Rodrigue. Doña Urraque lui explique qu'elle est amoureuse de Rodrigue et qu'en faisant en sorte qu'il soit marié à Chimène ses sentiments interdits s'effaceront. Le page annonce l'arrivée de Chimène et les deux femmes la rejoignent.
- Acte 1, Scène 3 – Le comte, Don Diègue : Le comte regrette que le roi ait choisi Don Diègue au poste de gouverneur du prince de Castille. Ce dernier le calme en lui demandant d'unir son fils à sa fille. Mais Don Gomès refuse et lui indique qu'il méritait ce poste. Les esprits s'échauffent et Don Gomes soufflète Don Diègue qui s'offusque de cet affront. Don Gomès déshonore Don Diègue en faisant tomber son épée.
- Acte 1, Scène 4 – Monologue de Don Diègue : Don Diègue, dans un monologue, est anéanti d'avoir subi cet affront, malgré son âge avancé. Il regrette de n'avoir pu garder, en main, son épée qui lui a tant servi. Il ne la mérite plus.
- Acte 1, Scène 5 – Don Diègue, Don Rodrigue : Don Diègue demande à son fils d'aller tuer Don Gomès, qui l'a déshonoré. Il lui demande de le venger malgré son amour pour Chimène (« Va, cours, vole et nous venge »).
- Acte 1, Scène 6 – Monologue de Rodrigue : Rodrigue, dans un monologue, fait part de son dilemme : venger son père et perdre son amante ou laisser son père déshonoré pour ménager celle qu'il aime. Il se résigne à tuer Don Gomès parce qu'il se fait la réflexion qu'il deviendrait indigne de Chimène en ne vengeant pas son offense.

### ActeII
- Acte 2, Scène 1 – Don Arias et Don Gomès : Don Arias tente de convaincre Don Gomès de s'excuser auprès de Don Diègue, comme le demande le roi (de manière à régler le conflit sans duel). Don Gomès refuse quitte à braver le roi, car ce serait pour lui un déshonneur que de devoir présenter ses excuses.
- Acte 2, Scène 2 – Duel entre Don Gomès et Don Rodrigue : Rodrigue vient provoquer Don Gomès en duel. Don Gomès essaie de le dissuader, car il ne veut pas avoir à le tuer. Rodrigue ne se laisse pas ébranler : « Ton bras est invaincu, mais non pas invincible ». Ils sortent pour se battre.
- Acte 2, Scène 3 – Discussion entre l'Infante et Chimène : L'infante tente de consoler Chimène en lui disant que la discorde des pères sera effacée par son mariage avec Rodrigue. Chimène redoute un duel entre son père et Rodrigue, mais reconnaît que Rodrigue ne saurait laisser son affront impuni. L’infante se propose de garder Rodrigue prisonnier le temps que Don Gomès accepte de présenter ses excuses, de manière à éviter un duel.
- Acte 2, Scène 4 – Annonce du duel en cours : un page annonce que Rodrigue et Don Gomès sont allés se battre. Chimène, bouleversée, se retire précipitamment.
- Acte 2, Scène 5 – Discussion entre l'infante et Léonor : L'Infante informe Léonor que, malgré la peine de Chimène, elle se réjouit de voir Rodrigue et elle désunis. S'il gagne le combat, Rodrigue se retrouvera libre et l'Infante pourra de nouveau espérer. Elle regrette toutefois de se laisser aller à ses sentiments et craint qu'il n'arrive quelque chose à Rodrigue.
- Acte 2, Scène 6 – Le refus de Don Gomès : Don Arias a informé Don Fernand du refus de Don Gomès. Don Sanche tente de prendre sa défense face au roi. Don Fernand craint que cette affaire ne déstabilise son pouvoir et annonce que les Maures sont peut-être sur le point d'attaquer le royaume.
- Acte 2, Scène 7 – La mort de Don Gomès : Don Alonse annonce au roi la mort de Don Gomès et la venue de Chimène. Don Fernand est attristé, même s'il pense qu'il s'agit d'un juste retour des choses.
- Acte 2, Scène 8 – Chimène demande vengeance : Chimène vient demander à Don Sanche de venger son père, fidèle serviteur du roi, tandis que Don Diègue plaide en faveur de son fils. Il demande à mourir à la place de Rodrigue. Le roi dit à Chimène qu'il lui tiendra lieu de père.

### ActeIII
- Acte 3, Scène 1 – Rodrigue s’introduit chez Chimène, où Elvire le reçoit. Elle lui fait remarquer qu'il n'a rien à faire en ces lieux et il lui répond qu'il vient voir Chimène, qui est la seule juge de son acte. Elvire lui demande de se cacher car Chimène va revenir accompagnée de chez le roi.
- Acte 3, Scène 2 – Chimène arrive accompagnée de Don Sanche, un prétendant, qui lui propose de tuer Rodrigue pour la venger. Chimène répond que s'il faut en venir là, elle acceptera.
- Acte 3, Scène 3 – Les sentiments de Chimène : Chimène avoue à Elvire que le meurtre de son père n’a pas diminué son amour pour Rodrigue, mais elle affirme sa volonté d’obtenir la tête de Rodrigue même si elle doit en mourir de douleur.
- Acte 3, Scène 4 – Rodrigue vient offrir sa vie à Chimène : Rodrigue se montre, il offre à Chimène l’épée teintée du sang de son père pour qu’elle le frappe avec. Il lui explique qu’il aurait été indigne d’elle en ne se vengeant pas, et lui dit qu’il préfère mourir de sa main que vivre avec sa haine. Chimène lui répond « Va, je ne te hais point » et refuse de le tuer. Ils se lamentent sur le malheur qui les a séparés. Elle lui promet de ne pas lui survivre si elle obtient que le roi le mette à mort.
- Acte 3, Scène 5 – Monologue de Don Diègue : Don Diègue inquiet cherche partout son fils,et craint que les amis de Don Gomès ne le tuent. Rodrigue paraît.
- Acte 3, Scène 6 – L'honneur plus important que l'amour : Don Diègue félicite Rodrigue pour son geste. Ce dernier lui explique qu'en le vengeant il a causé la perte de son amour et n'a plus qu'à souhaiter la mort. Don Diègue lui rétorque que l'honneur est plus important que l'amour. Il lui dit d'aller repousser l'attaque des Maures, pour trouver du moins une mort glorieuse, ou par une victoire éclatante obtenir le pardon du roi et reconquérir Chimène.

### ActeIV
- Acte 4, Scène 1 – Rodrigue victorieux : Elvire informe Chimène que Rodrigue a repoussé l'ennemi et qu'il est fêté en héros. Chimène se reproche de s'en réjouir au lieu de songer à sa vengeance.
- Acte 4, Scène 2 – L’Infante vient prendre part aux douleurs de Chimène, et lui dit qu’elle ne doit plus demander la mort de Rodrigue, qui est l’unique soutien de l’État face aux Maures. Il suffit, dit-elle, que Chimène lui retire son amour.
- Acte 4, Scène 3 – Les félicitations de Rodrigue : Le roi félicite Rodrigue en le nommant « Cid » et lui demande de lui raconter la bataille. Les Maures ont pensé surprendre leurs ennemis et sont tombés dans leur piège. La bataille a été sanglante mais la victoire éclatante : deux rois ont été capturés.
- Acte 4, Scène 4 – Arrivée de Chimène : Don Alonse interrompt le récit et prévient de la venue de Chimène. Rodrigue se retire. Le roi veut éprouver l'amour de Chimène pour Rodrigue ; il demande à Don Sanche de prendre un air affligé.
- Acte 4, Scène 5 – Chimène encore amoureuse de Rodrigue demande un combat qui tranche le différend : Don Fernand fait croire à Chimène que Rodrigue est mort et la regarde défaillir avant de la détromper. Mais elle nie être amoureuse : elle prétend que son malaise était dû à l’excès de joie que lui a causé l’annonce de la mort de son ennemi, puis elle prétend que c’était à cause du déplaisir de voir Rodrigue échapper à sa vengeance. Elle dit regretter que Rodrigue devienne, par cette victoire, intouchable. Elle demande ensuite solennellement au roi la permission de régler la querelle par un duel juridique qui opposera Rodrigue à tout chevalier acceptant de se battre pour elle ; elle s’engage à épouser le chevalier s’il lui obtient la tête de Rodrigue. Don Sanche se propose. Le roi, d’abord réticent, accepte la procédure, à condition que le combat ne se déroule pas en public et que Chimène épouse le vainqueur même s’il s’agit de Rodrigue.

### ActeV
- Acte 5, Scène 1 – Rodrigue offre une nouvelle fois sa vie à Chimène : Rodrigue vient chez Chimène en secret pour lui dire qu’il a l’intention de ne pas se défendre durant le duel ; il ne saurait vivre si elle veut sa mort. Elle l’exhorte à combattre du moins pour son honneur ; mais face à la persévérance de Rodrigue, elle finit par le supplier ouvertement de remporter le combat pour qu’elle puisse l’épouser au lieu de Don Sanche.
- Acte 5, Scène 2 – Monologue de l'infante : L'infante, dans un monologue sous forme de stances, exprime sa douleur d’aimer sans espoir. Elle regrette que la mort du comte n’ait pas séparé Rodrigue et Chimène.
- Acte 5, Scène 3 – Léonor vient réconforter l'Infante en lui expliquant qu’elle ne pourra plus espérer après le combat quelle qu'en soit l'issue (c'est-à-dire que Rodrigue victorieux épouse Chimène ou qu’il meure). Mais les sentiments de l'Infante sont trop forts. Elle décide néanmoins de faire taire son amour et de continuer à favoriser le mariage de Rodrigue et Chimène.
- Acte 5, Scène 4 – Désarroi de Chimène : Chimène dit qu’elle se lamentera quelle que soit l’issue du duel, soit sur la mort de son amant, soit sur son affront impuni ; elle devra épouser le meurtrier de son père ou celui de Rodrigue. Elle en vient à espérer que le combat n’aura ni vaincu ni vainqueur. Elvire lui dit que le Ciel, pour la punir de son obstination à crier vengeance, finira par lui donner Don Sanche pour époux.
- Acte 5, Scène 5 – La méprise de Chimène : Don Sanche vient remettre son épée à Chimène, qui aussitôt croit Rodrigue mort ; elle se répand en imprécations contre Don Sanche sans lui laisser le temps de s’expliquer, dit qu’elle mourra pour venger son amant, et n’épousera jamais Don Sanche.
- Acte 5, Scène 6 – Le roi détrompe Chimène : Chimène demande au roi la permission de ne pas épouser Don Sanche et de se retirer au couvent pour pleurer son père et son amant. Le roi lui annonce alors que Rodrigue est en vie, a vaincu Don Sanche et épargné sa vie. Le roi lui dit qu’elle a assez satisfait aux exigences de l’honneur et lui ordonne d'épouser Rodrigue, puisqu'elle l'aime.
- Acte 5, Scène 7 – Le mariage est résolu : Rodrigue paraît, non pas pour demander à épouser Chimène en récompense, mais pour offrir de nouveau sa vie à la vengeance de sa bien-aimée. Chimène se rend à l'ordre du roi, mais elle lui demande un délai : le mariage avec Rodrigue ne saurait suivre de si près la mort de son père. Le roi lui accorde une année, pendant laquelle Rodrigue combattra les Maures jusque sur leur territoire.

## Quel respect de larègle des trois unités?
Paradoxalement, cette pièce, l'une des plus célèbres du théâtre classique français, se détache par maints aspects des « règles » qui seront ultérieurement préconisées en 1674. Il faut par là savoir nuancer l'importance des critères formels dans la composition des pièces de Corneille.
L'unité d’action
C’est bien l’amour menacé de Rodrigue et Chimène qui constitue presque tout le sujet de la pièce. Cependant, la « tragédie de l’infante » est une intrigue secondaire venant se greffer, sans nécessité absolue, sur l’intrigue principale.
Corneille d’ailleurs le reconnaîtra dans un passage du Discours : « Aristote blâme fort les épisodes détachés et dit que les mauvais poètes en font par ignorance et les bons en faveur des comédiens pour leur donner de l’emploi » La « tragédie de l’infante » est de ce nombre.
L'unité de temps
L'action occupe sensiblement vingt-quatre heures ainsi réparties :
- Premier jour, dans l’après-midi : querelle de don Diègue et du comte, duel de Rodrigue et du comte.
- Nuit : bataille contre les Maures.
- Deuxième jour : assemblée chez le roi.

La règle des vingt-quatre heures a donc été respectée mais Corneille dira dans son Examen du Cid combien cette contrainte a porté préjudice à la vraisemblance de l’intrigue : 

« La mort du comte et l’arrivée des Maures s’y pouvaient entre-suivre d’aussi près qu’elles font, parce que cette arrivée est une surprise qui n’a point de communication, ni de mesure à prendre avec le reste ; mais il n’en va pas ainsi du combat de don Sanche, dont le roi était le maître, et pouvait lui choisir un autre temps que deux heures après la fuite des Maures. Leur défaite avait assez fatigué Rodrigue toute la nuit pour mériter deux ou trois jours de repos. […] Ces mêmes règles pressent aussi trop Chimène de demander justice au roi la seconde fois. Elle l’avait fait le soir d’auparavant, et n’avait aucun sujet d’y retourner le lendemain matin pour en importuner le roi, dont elle n’avait encore aucun lieu de se plaindre, puisqu’elle ne pouvait encore dire qu’il lui eût manqué de promesse. Le roman lui aurait donné sept ou huit jours de patience avant de l’en presser de nouveau ; mais les vingt quatre heures ne l’ont pas permis : c’est l’incommodité de la règle. »

L'unité de lieu

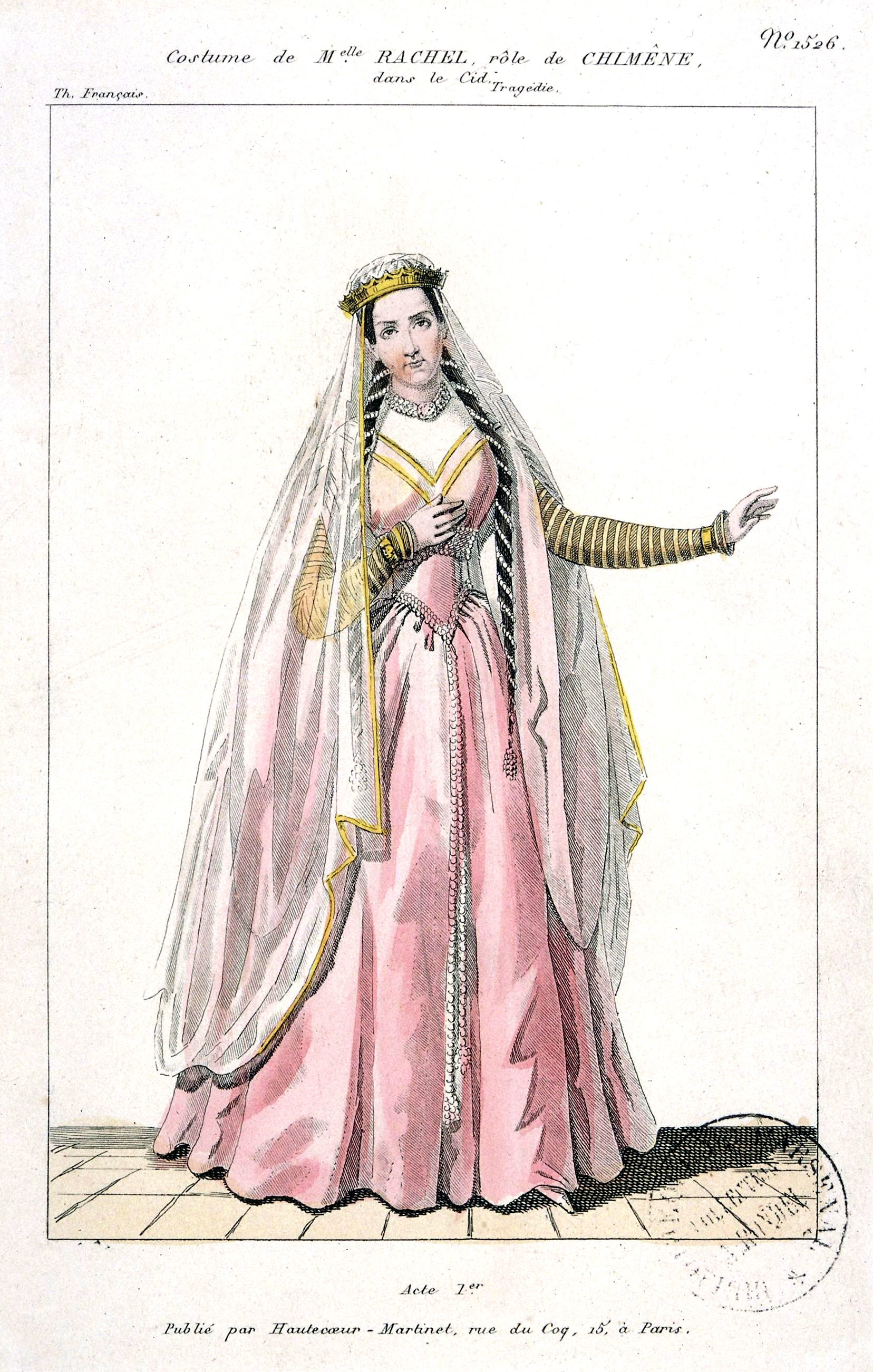
Rachel dans le rôle de Chimène.

La pièce se déroule en Espagne dans le royaume de Castille à Séville (Corneille a déplacé l’action qui, dans la logique, se trouverait à Burgos). Elle se déroule dans trois endroits différents : la place publique, le palais du roi et la maison de Chimène. Corneille a donc dévié la règle qui préconise le choix d’un lieu unique. Voici les explications qu’il donnera dans son Examen du Cid : 

« Tout s’y passe donc dans Séville, et garde ainsi quelque espèce d’unité de lieu en général ; mais le lieu particulier change de scène en scène, et tantôt, c’est le palais du roi, tantôt l’appartement de l’infante, tantôt la maison de Chimène, et tantôt une rue ou une place publique. On le détermine aisément pour les scènes détachées ; mais pour celles qui ont leur liaison ensemble, comme les quatre dernières du premier acte, il est malaisé d’en choisir un qui convienne à toutes. Le comte et don Diègue se querellent au sortir du palais ; cela se peut passer dans une rue ; mais, après le soufflet reçu, don Diègue ne peut pas demeurer en cette rue à faire ses plaintes, attendant que son fils survienne, qu’il ne soit tout aussitôt environné de peuple, et ne reçoive l’offre de quelques amis. Ainsi il serait plus à propos qu’il se plaignît dans sa maison, où le met l’espagnol, pour laisser aller ses sentiments en liberté ; mais en ce cas, il faudrait délier les scènes comme il a fait. En l’état où elles sont ici, on peut dire qu’il faut quelquefois aider au théâtre et suppléer favorablement ce qui ne s’y peut représenter. Deux personnes s’y arrêtent pour parler, et quelquefois il faut présumer qu’ils marchent, ce qu’on ne peut exposer sensiblement à la vue, parce qu’ils échapperaient aux yeux avant que d’avoir pu dire ce qu’il est nécessaire qu’ils fassent savoir à l’auditeur. Ainsi par une fiction de théâtre, on peut s’imaginer que don Diègue et le comte, sortant du palais du roi, avancent toujours en se querellant, et sont arrivés devant la maison de ce premier lorsqu’il reçoit le soufflet qui l’oblige à y entrer pour y chercher du secours. »

- La maison de Chimène : Acte I, scène 1 ; Acte III, scène 1,2,3,4 ; Acte IV, scène 1,2 ; Acte V, scène 1,4,5. C’est un lieu d’attente et de rencontre. La pièce commence d’ailleurs sur ce décor mêlant l'assurance et le danger permanent.
- La place publique devant le palais royal : Acte I, scène 3,4,5,6 ; Acte II, scène 2 ; Acte III, scène 5,6.
- Le palais royal (surtout la salle du trône) : Acte II, scène 1,6,7,8 ; Acte IV, scène 3,4,5 ; Acte V, scène 6,7. C’est le lieu oratoire par excellence. Les personnages y font des plaidoiries célèbres, essayent de s’y réconcilier, y vivent des épopées et enfin, c'est le lieu de l'épilogue.

## La «querelle duCid»
En 1637, Corneille fait jouer Le Cid. La pièce remporte un énorme succès : on en donne trois représentations à la cour, deux à l'hôtel Richelieu et une traduction anglaise paraît à Londres avant la fin de l'année 1637. Richelieu protège Corneille, et le fait anoblir par le roi en 1637.
Cependant, Jean Mairet et Georges de Scudéry, deux dramaturges, vont attaquer Corneille, en l’accusant de ne pas respecter les règles du théâtre classique, entre autres celle des trois unités, préconisée en 1630 à la demande de Richelieu. Ils l’accusent également de poignarder dans le dos la France engagée dans la guerre franco-espagnole, en produisant une pièce dont le sujet, le titre, les personnages et les décors sont espagnols. En juin 1637, Scudéry fait appel à l’arbitrage de la toute jeune Académie française créée en 1635. Corneille, qui sait Richelieu favorable à cette médiation, accepte. Le cardinal voit en effet l'occasion pour l'Académie, qu'il avait fondée deux ans plus tôt, de paraître comme le tribunal suprême des lettres, de se faire connaître du public et d’obtenir ainsi l’enregistrement de son acte de fondation par le parlement de Paris.
En décembre 1637, l’Académie présente un texte mis au point par Jean Chapelain, Les Sentiments de l’Académie sur la tragi-comédie du Cid, dans lequel elle ne retient pas l'accusation de plagiat, mais donne raison à Scudéry sur la question des règles, même si elle reconnaît à la pièce « un agrément inexplicable », et contient un certain nombre d’observations de style. La plus connue fait référence à Chimène, qui n'hésite que très succinctement à défaire la promesse de mariage accordée à Rodrigue, assassin de son père. La promesse étant respectée, les moralistes se trouvèrent choqués de ce manque de bienséance et de vraisemblance.
Toutefois, Corneille n’accepte pas ces critiques, puisque la majeure partie de son inspiration relevait de faits réels et de textes, notamment Las Mocedades del Cid de Guilhem de Castro. Dans le même temps, ses adversaires l'attaquent à nouveau. Après quelques semaines, Richelieu donne l’ordre d’en finir : il exige des adversaires de Corneille qu’ils mettent fin à la querelle.
À la suite de la querelle, Corneille dédie Le Cid à Marie-Madeleine de Vignerot, nièce du cardinal de Richelieu et future duchesse d’Aiguillon, en hommage à la protection qu'elle lui apporta contre les détracteurs de sa pièce.

### Reproches faits à Corneille
- Le sujet n’est pas de l'Antiquité ; surtout, il est espagnol. Or, lors de la période d'écriture, la France et l'Espagne s'affrontent lors de la guerre de 1635-1639.
- Il est accusé de n'avoir pas su choisir entre la comédie et la tragédie et de n'avoir pas respecté la règle des trois unités.
- L’œuvre n’est pas très vraisemblable.
- Elle contient un grand nombre de péripéties :

1. la querelle entre les deux pères, tout d'abord verbale puis se terminant par un soufflet ;
2. la vengeance de Don Diègue par l'intermédiaire de son fils, pour l'honneur (mort de Don Gomez) ;
3. le combat de Rodrigue contre les Maures duquel il ressort vainqueur (récit uniquement) ;
4. le procès qu'on veut lui intenter ;
5. le duel entre Don Sanche et Rodrigue qui gracie le premier (récit seulement) ;
6. le piège pour faire avouer à Chimène son amour pour Rodrigue ;
7. l’acceptation du mariage par le roi.

Corneille modifiera sa pièce, notamment l'acte 1, en 1648 : il réduit l'humour et se concentre sur l'intrigue principale et sur le côté tragique. C'est en 1661 que la version définitive est imprimée.

### Commentaires
- Nicolas Boileau résume à sa façon la « querelle du Cid » en quatre vers :

« En vain contre le Cid un ministre se ligue,
Tout Paris pour Chimène a les yeux de Rodrigue.
L'Académie en corps a beau le censurer,
Le public révolté s'obstine à l'admirer. »

- Corneille en veut à Richelieu à propos de cette querelle mais n'oublie pas que c'est le cardinal qui est intervenu cinq ans plus tard pour qu'il puisse épouser une jeune aristocrate, d'où l'épitaphe prudente attribuée au dramaturge lors de la mort de Richelieu[18] :

« Qu'on parle mal ou bien du fameux cardinal,
Ma prose ni mes vers n'en diront jamais rien :
Il m'a fait trop de bien pour en dire du mal ;
Il m'a fait trop de mal pour en dire du bien. »

— Poésies diverses (posthume).

## Sources et postérité littéraire
- Une chanson de geste, le Cantar de mio Cid (XIIe siècle), composé vers 1128 en vers de longueur variable, publié par Tomás Antonio Sánchez au XVIIIe siècle.
- Historia del muy noble ymleroso caballero el Cid Ruy Dias, Lisbonne, 1615.
- Une épopée dramatique de Guilhem de Castro, Las Mocedades del Cid (1618).
- Robert Southey a recueilli dans sa Chronicle of the Cid, from Spanish (Londres, 1808, in-4), tout ce que les romanceros racontent du héros espagnol.
- Reinhart Dozy a publié dans ses Recherches sur l'histoire de l'Espagne au Moyen Âge un précieux fragment d'Une vie du Cid, en arabe, écrite en 1109.
- Auguste Creuzé de Lesser a traduit en partie en 1814 le Roman du Cid.
- Antony Rénal en 1842 et Jean-Joseph-Stanislas-Albert Damas-Hinard en 1858 l'ont traduit en entier.

## Adaptations

### Cinéma et télévision
- Le Cid (1961) d'Anthony Mann, avec Charlton Heston et Sophia Loren
- Le Cid, téléfilm de Roger Iglésis diffusé le 24 février 1962
- Rody le petit Cid, dessin animé (1981)
- El Cid, série télévisée dramatique historique espagnole créée par José Velasco pour Prime Video, diffusée le 18 décembre 2020

### Opéra, musique
- « Percé jusqu’au fond du cœur », Air sur les stances du Cid H.457, Marc-Antoine Charpentier (début 1681)
- « Père, maîtresse, honneur, amour », Air sur les stances du Cid H.458, Marc-Antoine Charpentier (début 1681)
- « Que je sens de rudes combats », Air sur les stances du Cid H.459, Marc-Antoine Charpentier (début 1681)
- Il gran Cid, opéra de Jean-Baptiste Stuck (1715)
- Il gran Cid, de Francesco Gasparini, (dramma per musica, livret de J. Alborghetti e N. Serino, 1717, Naples)
- Il gran Cid, opera seria, de Niccolo Piccinni, livret de Giovacchini Pizzi, 1766, Naples ; repris sous le titre Il Cid
- Artaserse, opéra de Giovanni Paisiello (1771)
- Rodrigo di Valenza, opéra de Ferdinando Orlandi (livret de Felice Romani), (1819, Turin)
- Il gran Cid, opéra de Antonio Sacchini (1773)
- Chimène ou Le Cid, opéra de Antonio Sacchini (1783)
- Le Cid, opéra de Peter Cornelius (1865)
- Le Cid, opéra de Théodore Gouvy (1865)
- Don Rodrigue, opéra en 5 actes de Georges Bizet (1873), inachevé
- Le Cid, opéra de Jules Massenet (1885)
- Rodrigue et Chimène, opéra inachevé en trois actes de Claude Debussy (1893)
- Il Cid, opéra de Ildebrando Pizzetti (1905)
- Don Rodrigo, opéra de Alberto Ginastera (1964)

### Parodies
La pièce a également inspiré un grand nombre de parodies littéraires, théâtrales ou cinématographiques :
- Un sonnet de Georges Fourest dans La Négresse blonde (1909) se termine par l'alexandrin : « Qu'il est joli garçon l'assassin de papa. »
- En 1942, le journaliste Edmond Brua rédige La Parodie du Cid[19], transposition en Algérie de la pièce de Corneille écrite en vers et en argot pied-noir. Elle est adaptée au cinéma en 1979 par le réalisateur Philippe Clair sous le titre Rodriguez au pays des merguez.
- En 1968, le dramaturge québécois Réjean Ducharme a écrit Le Cid maghané. La dédicace est « À celle qu'un soir j'ai appelée petite bête puante verte (de) Celui que le même soir elle appela : gros crocodile plein de bouette. »
- Arrête de ramer, t'attaques la falaise !, comédie de Michel Caputo, est une autre adaptation cinématographique parodique.
- Le Cid est la pièce de théâtre tournée en dérision dans le film québécois Ding et Dong (1990) de Claude Meunier et Serge Thériault.
- Le Cid est un sketch interprété par Les Inconnus.
- Dans le sketch Le Metteur en scène de Pierre Péchin, l'un des premiers personnages récite l'extrait célèbre des 500 cavaliers[20].

## Principales productions
- Comédie-Française, 1940[21]

Mise en scène de Jacques Copeau, scénographie d'André Barsacq, costumes de Marie-Hélène Dasté.
Avec Jean-Louis Barrault (Don Rodrigue), Marie Bell (Chimène), Madeleine Renaud (l'Infante), Jean Hervé (Don Diègue), Andrée de Chauveron (Elvire), Jean Debucourt (Don Gormas), Germaine Rouer (Léonor), Louis Seigner (Don Fernand), Jean Deninx (Don Sanche), André Bacqué (Don Arias), Antoine Balpêtré (Don Alonse).
- Festival d'Avignon, 1949[21]

Mise en scène de Jean Vilar, costumes de Léon Gischia.
Avec Jean-Pierre Jorris (Don Rodrigue), Françoise Spira (Chimène), Nathalie Nerval (l'Infante), Henri Rollan (Don Diègue), Madeleine Silvain (Elvire), Yves Brainville (Don Gormas), Hélène Gerber (Léonor), Jean Vilar (Don Fernand), Jean Negroni (Don Sanche), Charles Denner (Don Arias), William Sabatier (Don Alonse).

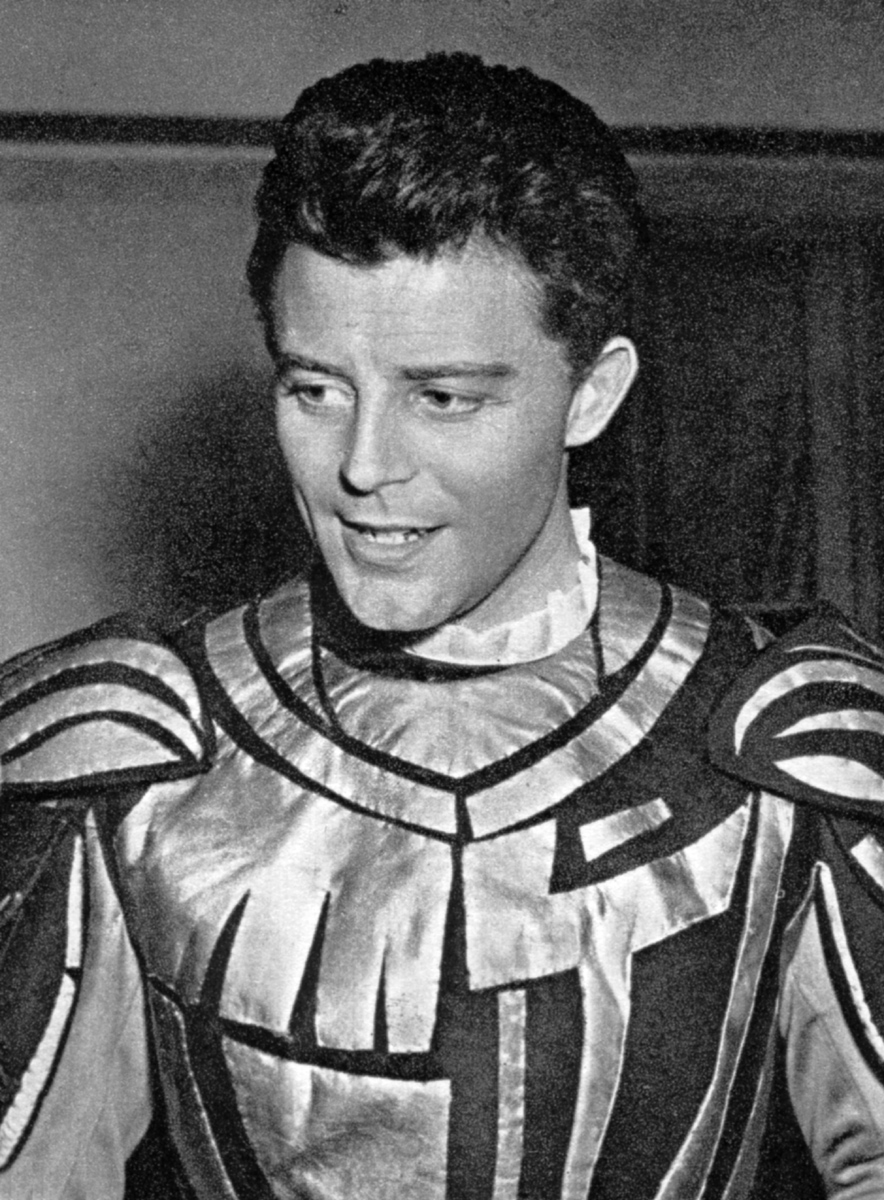
Gérard Philipe dans le costume du Cid, son rôle le plus emblématique.

- Théâtre national populaire, 1951[21]

Mise en scène de Jean Vilar, costumes de Léon Gischia.
Avec Gérard Philipe (Don Rodrigue), Françoise Spira (Chimène), Jeanne Moreau (l'Infante), Pierre Asso (Don Diègue), Lucienne Le Marchand (Elvire), Jean Leuvrais (Don Gormas), Monique Chaumette (Léonor), Jean Vilar (Don Fernand), Jean Negroni (Don Sanche), Charles Denner (Don Arias), Jean-Paul Moulinot (Don Alonse).
- Théâtre Montansier, 1975[21]

Mise en scène de Michel Le Royer, scénographie et costumes de Christiane Coste, chorégraphie de Max André.
Avec : Michel Le Royer (Don Rodrigue), Marie-Georges Pascal (Chimène), Jean Davy, Michel Ruhl (Don Fernand), Claude Sandoz, Catherine Lecocq, Danièle Gueble, Catherine Coste.
- Comédie-Française, 1977[21]

Mise en scène de Terry Hands, scénographie et costumes de Abdelkader Farrah.
Avec François Beaulieu ou Francis Huster (Don Rodrigue), Ludmila Mikael ou Béatrice Agenin (Chimène), Catherine Ferran ou Fanny Delbrice (l'Infante), Michel Etcheverry (Don Diègue), Claude Winter (Elvire), Jacques Eyser (Don Gormas), Denise Gence (Léonor), Simon Eine ou Dominique Rozan (Don Fernand), Nicolas Silberg (Don Sanche), Marcel Tristani (Don Arias), Marco-Behar (Don Alonse).
- Théâtre Renaud-Barrault, 1985[21],[22]

Mise en scène de Francis Huster, scénographie de Pierre-Yves Leprince et costumes de Dominique Borg.
Avec Francis Huster (Don Rodrigue), Jany Gastaldi ou Emmanuelle Devos (Chimène), Martine Chevallier (l'Infante), Jean Marais (Don Diègue), Nadine Spinoza ou Martine Pascal (Elvire), Jean-Pierre Bernard (Don Gormas), Monique Melinand (Léonor), Jean-Louis Barrault (Don Fernand), Jacques Spiesser (Don Sanche), Christian Charmetant (Don Arias), Antoine Duléry (Don Alonse).
- MC93 Bobigny, 1988[21]

Mise en scène de Gérard Desarthe, scénographie et costumes de Pierre Dios.
Avec Samuel Labarthe (Don Rodrigue), Marianne Basler (Chimène), Gabrielle Forest (l'Infante), Robert Rimbaud (Don Diègue), Maryvonne Schiltz (Elvire), Jacques Alric (Don Gormas), Anne Brochet (Léonor), Victor Garrivier (Don Fernand), Pierre Gérard (Don Arias).
- Comédie Poitou-Charentes - Centre dramatique national, 2017[23]

Version de 1637
Mise en scène de Yves Beaunesne, scénographie de Damien Caille-Perret, costumes de Jean-Daniel Vuillermoz, création musicale de Camille Rocailleux.
Avec Thomas Condemine (Don Rodrigue), Zoé Schellenberg (Chimène), Marine Sylf (l'Infante), Jean-Claude Drouot (Don Diègue), Fabienne Lucchetti (Elvire), Eric Challier (Don Gormas), Eva Hernandez (Léonor), Julien Roy (Don Fernand), Antoine Laudet (Don Sanche), Maximin Marchand (Don Arias).